# Insektenschutz (Artenschutz)

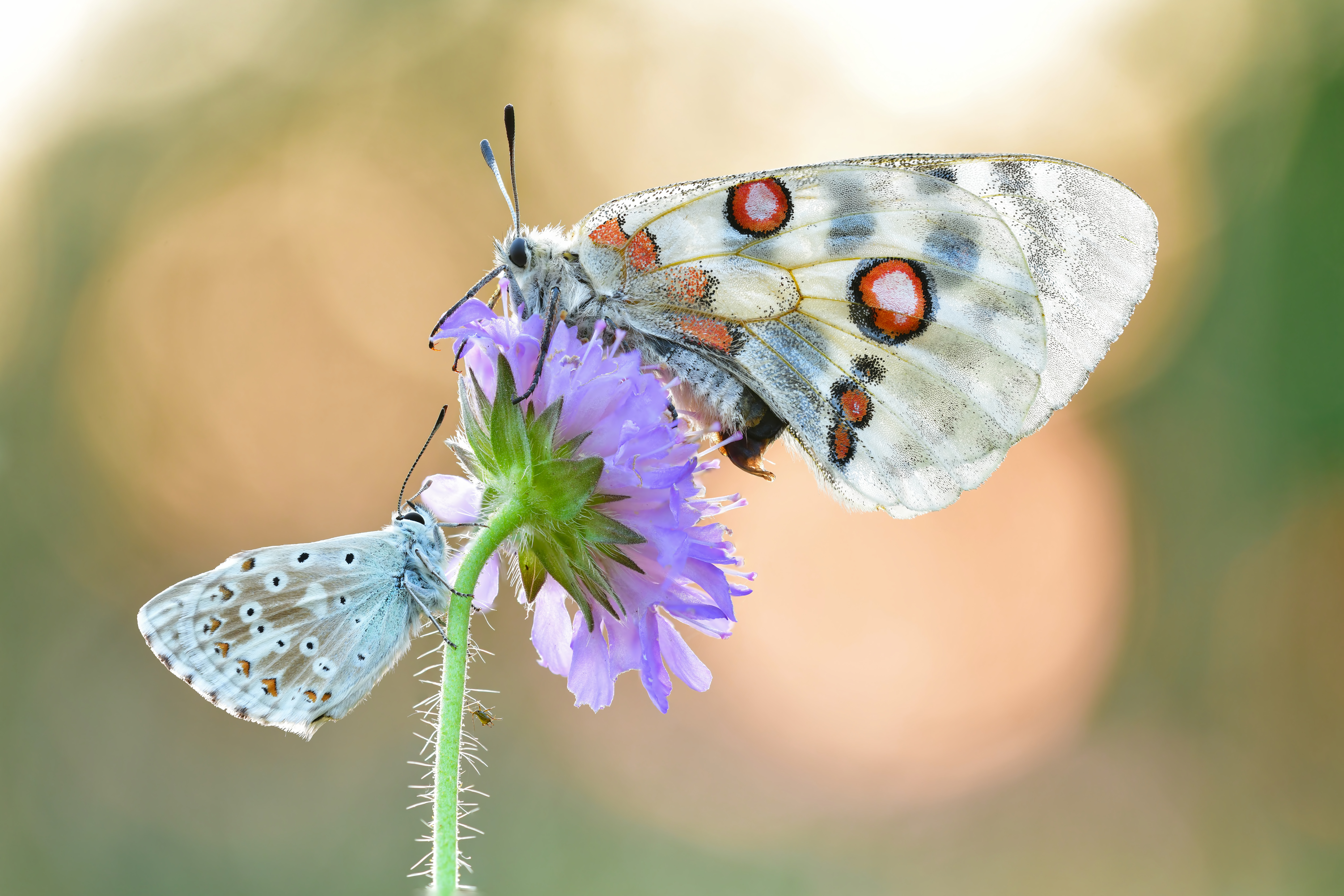
Silbergrüner Bläuling, Roter Apollo

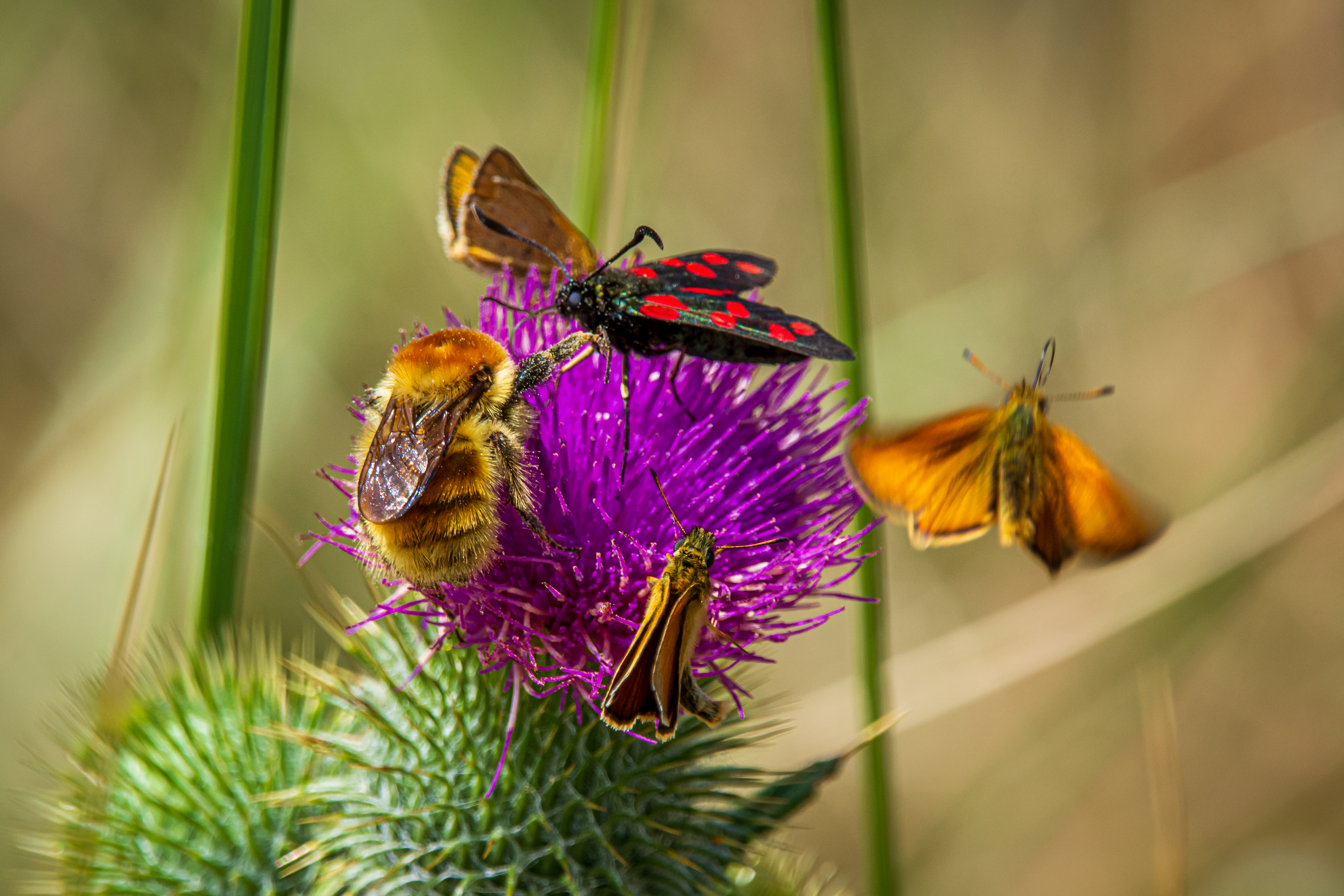
Dickkopffalter, Sechsfleck-Widderchen und Hummel

Libelle

Insektenschutz ist ein Oberbegriff für Programme und Maßnahmen, um die Lebensbedingungen von Insekten zu verbessern und dem Insektensterben entgegenzuwirken. Der enorme Rückgang der Biomasse und der Artenzahl von Insekten gilt in der Ökologie als besonders problematisch, da Insekten nicht nur über die Nahrungsketten, sondern auch über ihre Funktionen als Bestäuber oder Destruenten in komplexer Weise eingebunden sind in den gesamten Naturhaushalt mit seiner für die Menschheit unverzichtbaren Ökosystemleistung. Ein erfolgreicher Insektenschutz zur Eindämmung und Überwindung des Insektensterbens ist ein wesentlicher Teilbereich der weltweiten Anstrengungen zum Schutz der biologischen Vielfalt, was als eine der existenziellen Zukunftsaufgaben der Menschheit gilt.

## Handlungsfelder

Hauptursachen des Insektenrückgangs

Die wesentlichen Handlungsfelder des Insektenschutzes ergeben sich aus den Hauptursachen des Insektensterbens, wobei diese heute immer noch nicht allumfassend erforscht sind. Der wirksamste Weg ist die Wiederherstellung ihrer Lebensräume in Verbindung mit drastisch reduziertem Einsatz von Agrochemikalien und einer Änderung der Bewirtschaftungsformen hin zu weniger intensiver Landwirtschaft.

### Lebensräume und ihre Vernetzung

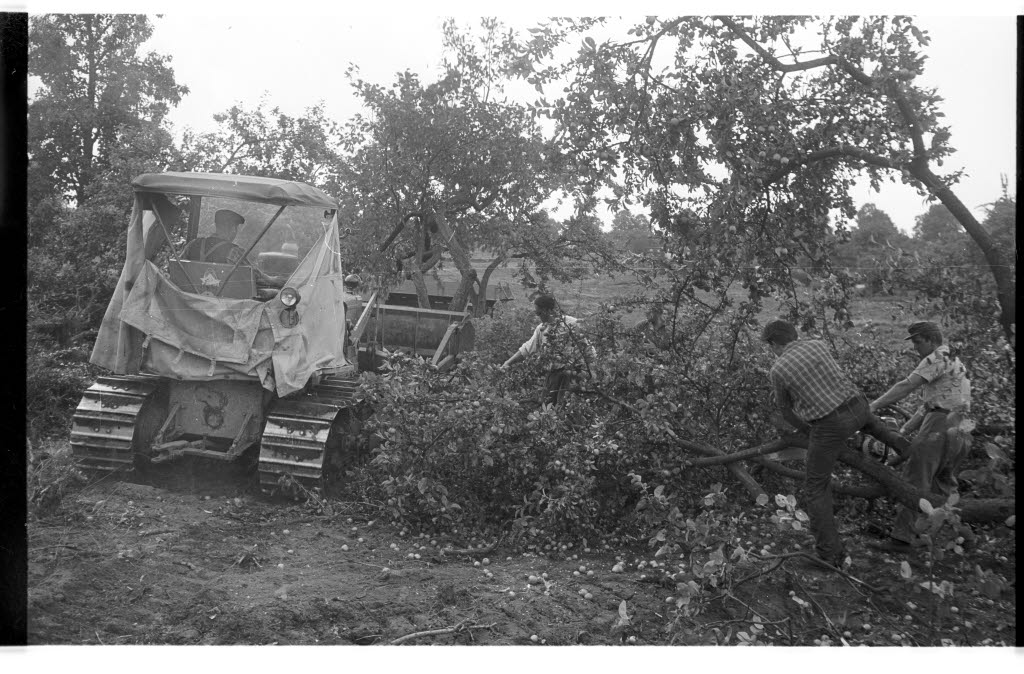
Kleingärten-Abriss 1964
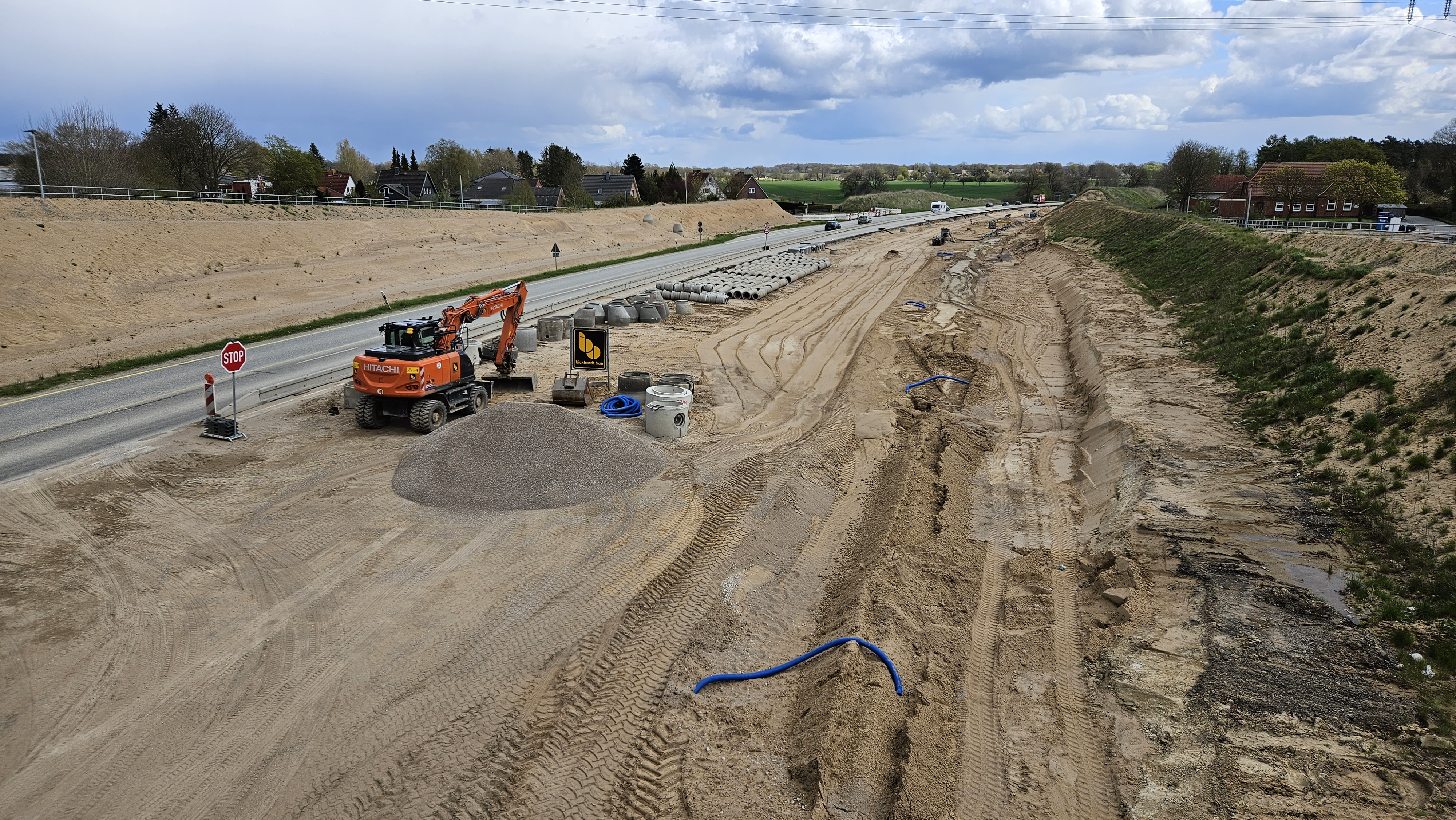
Autobahnbau 2023

Als eine der Hauptursachen gelten
- Habitatverlust und Habitattrennung
also der Verlust und die Zerstückelung von Lebensräumen durch Überbauung, Versiegelung, Abholzung, Umwandlung in landwirtschaftliche Nutzflächen
- Degradation von Lebensräumen
  - durch Umgestaltung z. B. zur Nutzflächenmaximierung oder (vermeintlichen) Minimierung von Pflege- und Unterhaltungsaufwänden
  - durch Einträge von Nährstoffen (Eutrophierung), Agrochemikalien und verschiedenster Umweltgifte

#### Primärbiotope
Ein Grundpfeiler des Insektenschutzes ist die Unterschutzstellung von Lebensräumen, insbesondere von Primärbiotopen, also von weitgehend von menschlichen Eingriffen verschonter Natur bzw. Wildnis wie z. B tropische Regenwälder, boreale Nadelwälder, ursprünglich erhaltene Feuchtgebiete, intakte Moore, Hochgebirge, Dünenlandschaften und Seegraswiesen.
Eine im Februar 2023 im Fachjournal „One Earth“ erschienene Studie hat erstmals das Vorkommen von Insekten weltweit mit Schutzgebieten abgeglichen, wobei 89.151 Insektenarten (von geschätzt weltweit insgesamt 5,5 Millionen vorkommenden Insektenarten) betrachtet wurden. Die Studie kam zu dem Ergebnis, dass die Verbreitungsgebiete von 76 % der betrachteten Insektenarten nur unzureichend durch Schutzgebiete abgedeckt sind. Fast 1.900 Arten aus 225 Familien überschneiden sich überhaupt nicht mit Schutzgebieten. Arten mit geringer Schutzgebiet-Abdeckung kommen in Nordamerika, Osteuropa, Süd- und Südostasien sowie Australasien vor. Auch regionale Studien kommen hinsichtlich der Abdeckung und Wirksamkeit der Schutzgebiete zu kritischen Ergebnissen.
Schutzgebiete werden bislang in der Regel ausgewiesen, um Vorkommen weniger, meist seltener Arten zu erhalten oder um Lebensräume mit globaler Bedeutung zu schützen – zum Beispiel Brut-, Rast- und Überwinterungsgebiete für Zugvögel. Um den weitreichenden Rückgang an Insekten aufzuhalten, sind nach Expertenmeinung jedoch Maßnahmen erforderlich, die stärker auf den Erhalt vieler Arten als auf den Erhalt einzelner Arten ausgerichtet sind. Das in der Abschlusserklärung der 15. Konferenz des Übereinkommens der Vereinten Nationen über die biologische Vielfalt (UNCBD) (COP 15) im Jahr 2022 vereinbarte 30x30-Flächenschutzziel, nach dem bis zum Jahr 2030 mindestens 30 % der globalen Land- und Meeresfläche unter Schutz gestellt werden sollen, wird in dieser Hinsicht als geeignete Maßnahme angesehen.

#### Sekundärbiotope
Durch menschliche Aktivität entstandene Biotope, die – gewollt oder zufällig – zu einem Lebensraum für unterschiedliche Arten geworden sind, werden als Sekundärbiotope bezeichnet. Dem Schutz und der Aufwertung von Sekundärbiotopen wird enorme Bedeutung für den Insektenschutz beigemessen, zumal biodiversitätsförderliche Aufwertungen in vielen Fällen mit geringen Kosten realisierbar wären und auch ästhetisch und wirtschaftlich keine Nachteile nach sich zögen.

##### Saumbiotope

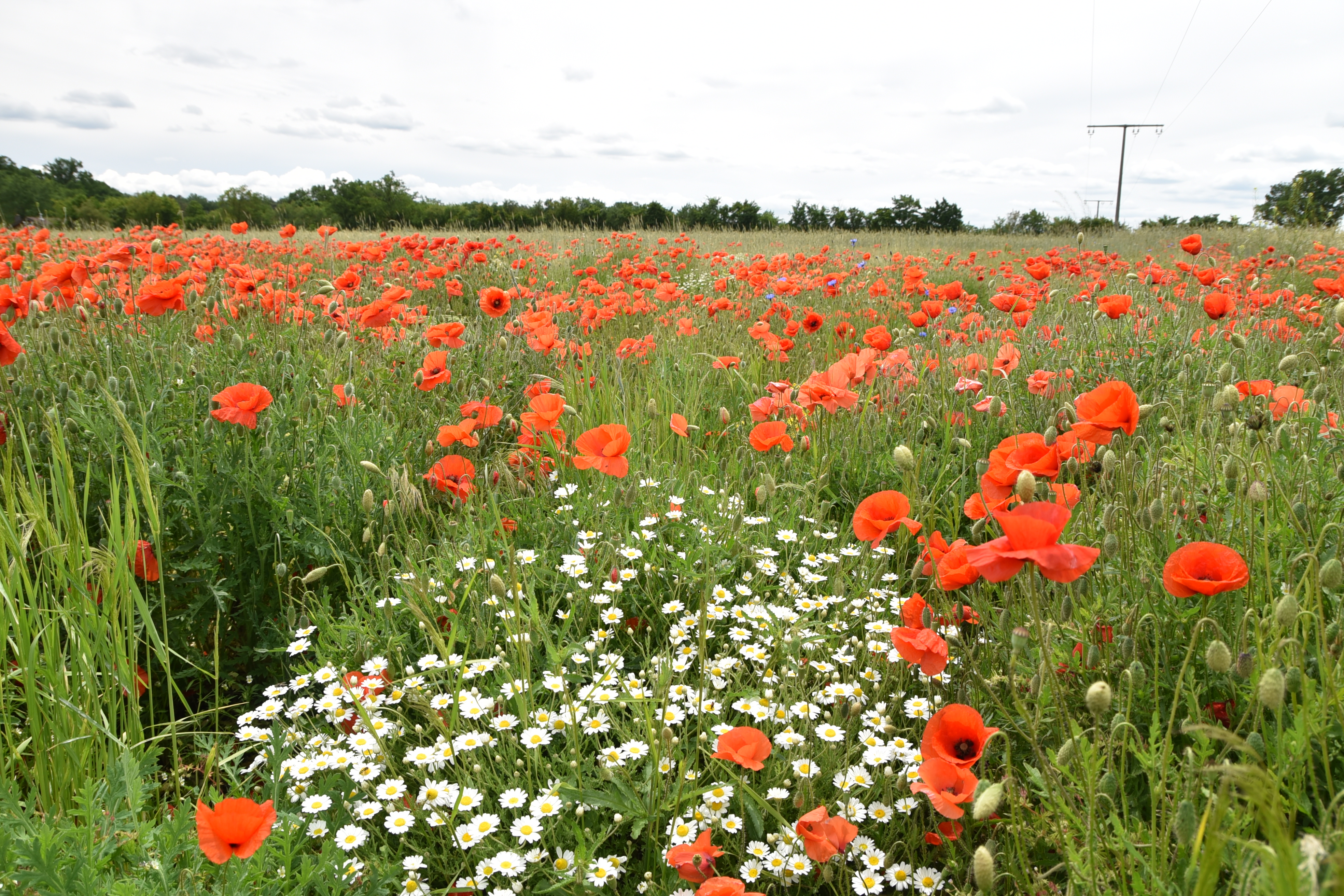
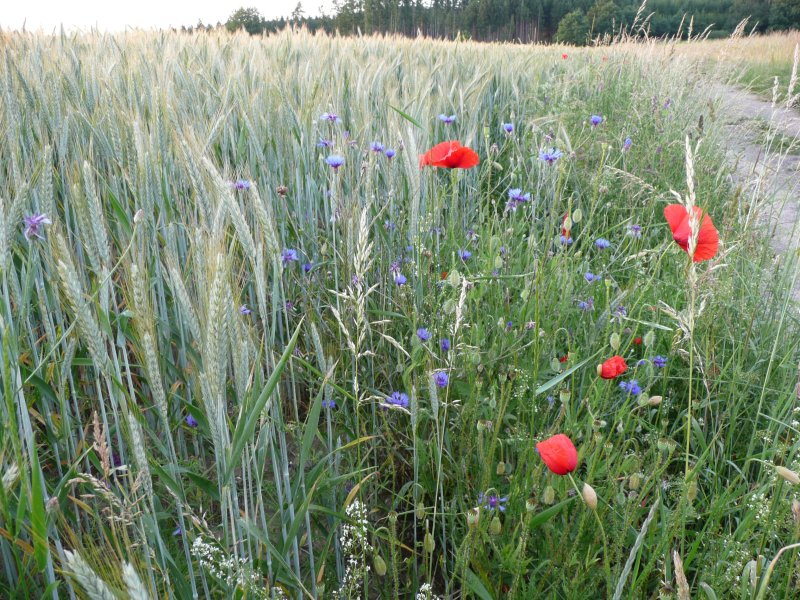

Saumbiotope sind lineare Landschaftselemente, die meistens durch menschlichen Einfluss in der Kulturlandschaft an den Rändern von Äckern (Feldraine), Grünlandflächen und Wegen entstanden sind, aber auch entlang von Hecken, Gewässern oder an Straßen- und Eisenbahnanlagen. Natürliche Säume entwickeln sich z. B. an Waldgrenzstandorten oder an Rändern von Mooren und Geröllhalden. Saumbiotope sind Korridore für Wanderungsbewegungen und Ausbreitung von Tier- und Pflanzenarten; sie nehmen eine wichtige Funktion wahr als Trittsteinelemente im Biotopverbund.
Saumbiotop-förderliche Maßnahmen sind im Wesentlichen:
- Erhalt bestehender Säume und Feldraine
Eine Erhaltung krautiger Weg- und Feldraine bedeutet in jedem Fall Pflege durch Mähen, anderenfalls verfilzt und verbracht der Saum und Gehölze siedeln sich an. Die Mähtechnik, der Schnittzeitpunkt und die Schnitthäufigkeit wirken sich auf die Artenzusammensetzung aus, d. h. einzelne Arten werden begünstigt, andere verdrängt. Wegrandpflege ist in der Praxis fast immer ein Kompromiss zwischen ökologisch wünschenswertem Ergebnis und praktikablen und wirtschaftlich vertretbaren Vorgehensweisen.[6]
- Neuanlage und Aufwertung von Säumen und Feldrainen
In intensiv genutzten und ausgeräumten Landschaften sind die verbliebenen Randstrukturen oftmals artenarm und von Gräsern dominiert. In den meisten Fällen ist eine spontane Wiederansiedlung saumtypischer Pflanzenarten aufgrund mangelnder Samenverfügbarkeit nicht möglich, sodass die gewünschten Zielarten aktiv eingebracht werden müssen. Durch Ansaaten mit gebietseigenen Wildpflanzen können monotone Grasstreifen nach einer intensiven Bodenstörung und einer angepassten Entwicklungs- und Folgepflege in mehrjährige blütenreiche Bestände umgewandelt werden.[7]
- Rückgewinnung überackerter Säume
Immer wieder kommt es vor, dass Landwirte – bewusst oder unbewusst – über die Grenzen ihrer Felder hinweg auch die Randstreifen angrenzender Wege abpflügen und bewirtschaften, die in den allermeisten Fällen Eigentum der Kommune sind. Durch diese Bewirtschaftung werden rechtswidrig öffentliche Flächen beackert, die als Saumstreifen nach § 21 (6) Bundesnaturschutzgesetz oder teilweise noch weitergehenderen Landesnaturschutzgesetzen gesetzlich geschützt sind. Daraus ergibt sich für die betroffenen Kommunen die Verpflichtung, überackerte Wegränder zurückzugewinnen. Offenbar hat das Problem überackerter Wegränder eine Dimension, dass 2013 mit ELER-Fördermitteln ein eigener Leitfaden zur Rückgewinnung solcher Flächen und Reaktivierung ihrer ursprünglichen Nutzung entwickelt wurde.[8]

Für die Erhaltung oder Neuanlage artenreicher Säume können Akteure verschiedene Fördermöglichkeiten und Fördermittel in Anspruch nehmen. Eine Möglichkeit nach deutschem Recht besteht darin, vorhandene Wegränder und verarmte Randstrukturen entlang landwirtschaftlich genutzter Flächen im Rahmen der Eingriffsregelung nach § 15 Bundesnaturschutzgesetz als Kompensationsflächen aufzuwerten, wobei sich auch die Aufnahme in einen Flächenpool der Ökokontoregelung nach § 16 BNatSchG anbietet. Im Rahmen der Gemeinsamen Agrarpolitik (GAP) der Europäischen Union wird die Anlage mehrjähriger Blühstreifen auf landwirtschaftlich genutzten Flächen als Agrarumwelt- und Klimamaßnahme (AUKM) gefördert, wobei die Ausgestaltung und Prämienhöhe je nach Bundesland unterschiedlich ist. Diese Art der AUKM-Förderung steht in der Kritik, da sie jeweils Fünf-Jahres-Zeiträume umfasst und die Flächen in der Regel anschließend wieder umgepflügt werden. Außerdem sind Säume als Ökologische Vorrangflächen (Feldrandstreifen) im Rahmen des Greenings anrechenbar, wenn sie auf Ackerstandorten angelegt werden. Darüber hinaus bieten die einzelnen Bundesländer in der Regel eigene Förderprogramme an.

##### Privatgärten

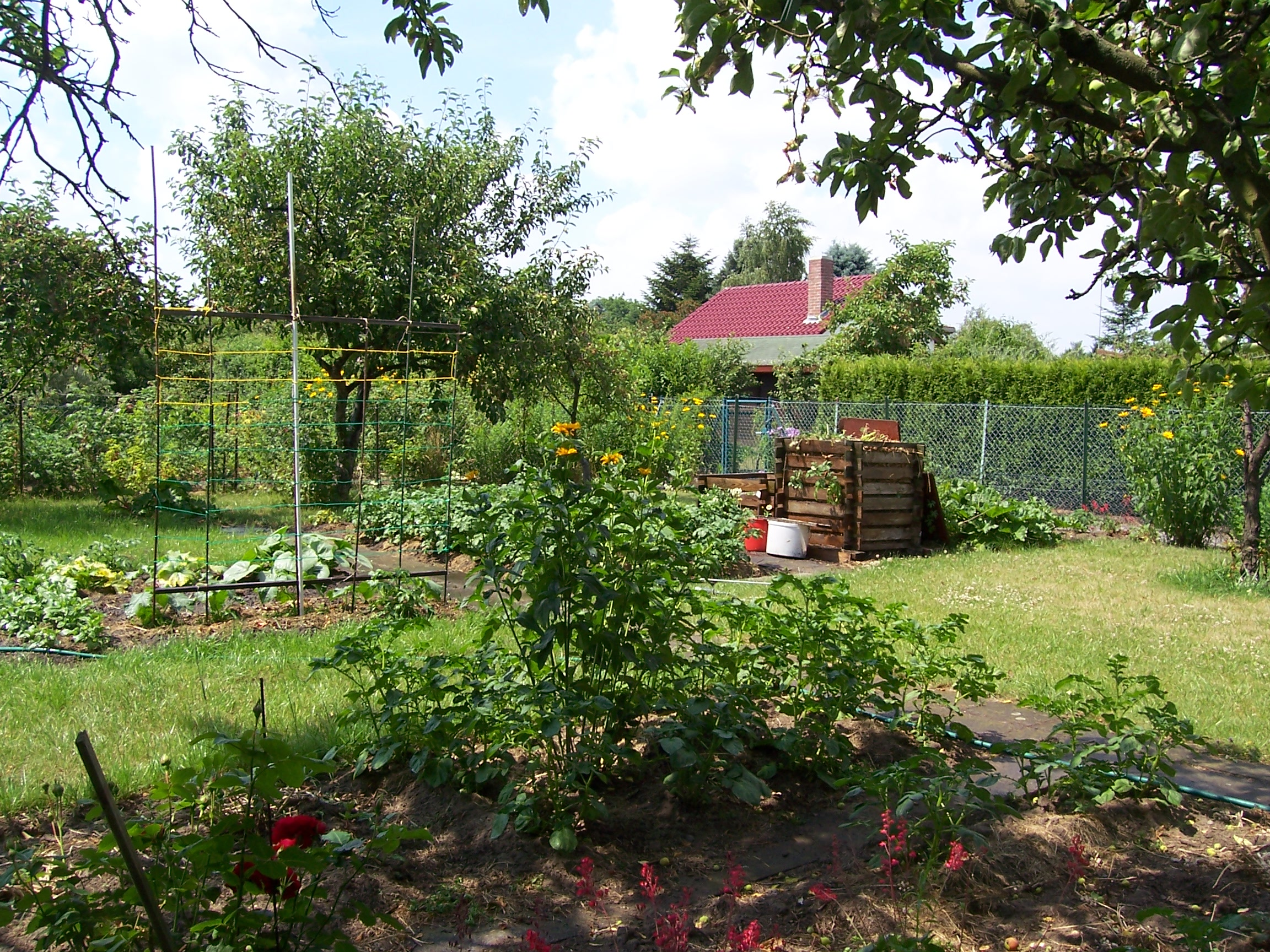
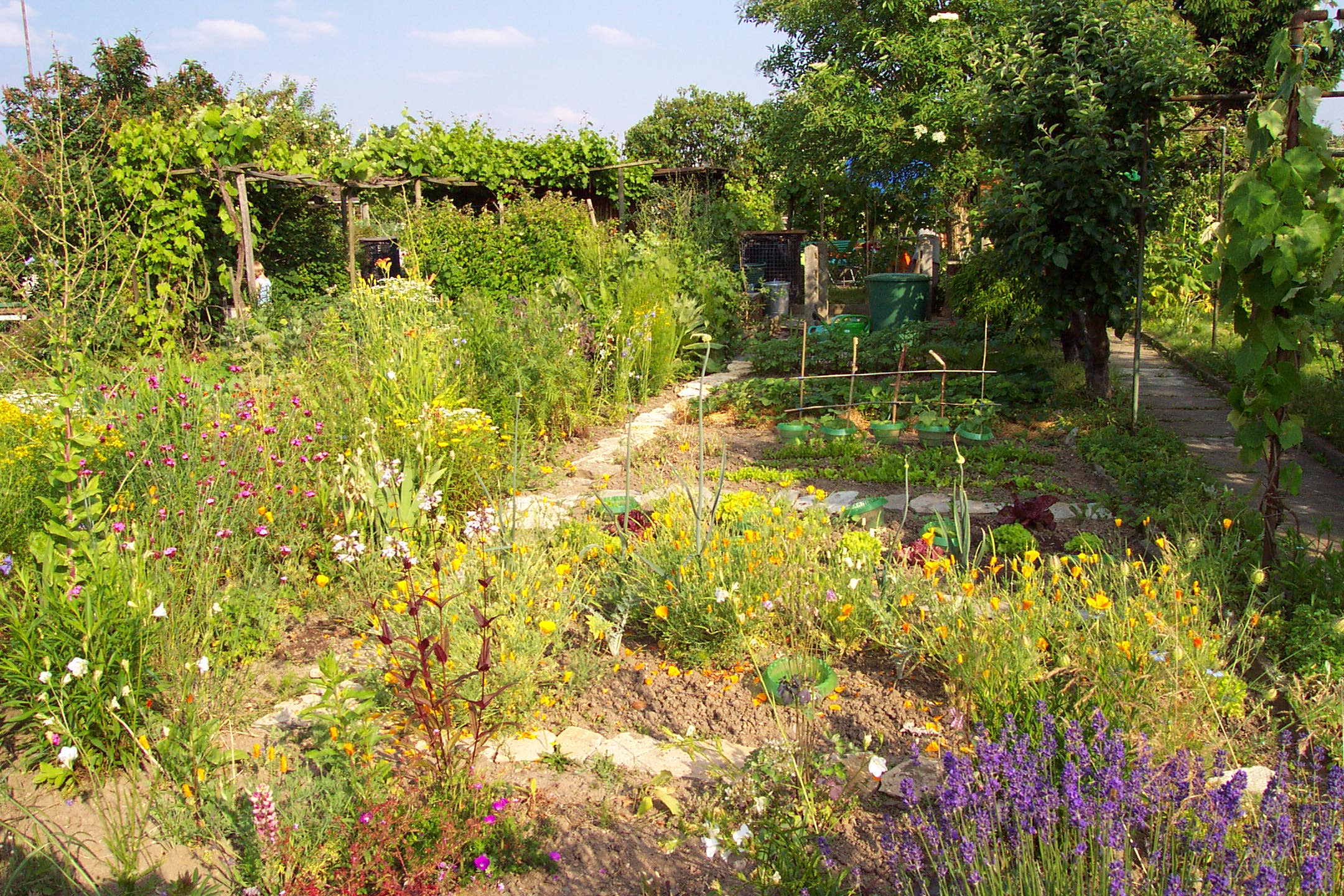

Privatgärten haben durch ihre große Heterogenität und die Verteilung kleinräumiger Strukturen im Siedlungsraum insbesondere als Trittstein-Biotope ein großes spezifisches Potenzial für den Erhalt und die Förderung der biologischen Vielfalt. Das absolute Potenzial wird deutlich in Verknüpfung mit den statistischen Eckdaten: Allein in Deutschland machen die rund 17 Mio. Privatgärten mit ihrer Fläche von ca. 680.000 ha knapp 2 Prozent (in Bayern rund 10 %) der Landesgesamtfläche aus. Diesem Potenzial steht bisher ein sehr geringes Interesse seitens der Forschung und auch der Biodiversitätspolitik gegenüber, so dass zur tatsächlichen Wirkung bislang nur wenig statistische Daten und wissenschaftliche Erkenntnisse vorliegen und auch die Auswirkungen der wesentlichen geschichtlichen gartenkulturellen Einflüsse nur grob dokumentiert sind:
Nicht nur in Deutschland wurden ab der Jahrhundertwende vom 19. zum 20. Jahrhundert an den Stadträndern zahlreicher Städte oftmals Siedlungen nach dem städtebaulichen Gartenstadt-Modell errichtet, deren Gärten zu einer teilweisen Selbstversorgung der Bewohner mit Gemüse und Obst dienen sollten. Mit ihrem hohen Anteil an Obstgehölzen und oftmals bauerngartenähnlichen Gestaltungen von Teilflächen hatten solche Gärten vielfach den Charakter von Sekundärbiotopen mit relativ hohen Biodiversitätswerten.
In den 1970er-Jahren setzte ein Trend ein zu vermeintlich aufwandsarmen Freizeitgärten, in denen Rasen, Koniferen und wenige andere Ziergehölz-Arten dominieren und damit in der Regel ein deutlich geringerer Biodiversitätswert gegeben ist. Dieser Freizeitgarten-Standard fand seitdem nicht nur bei der Anlage von Neubaugrundstücken Anwendung, sondern auch für Umgestaltungen zahlreicher Bestandsgärten. Ebenfalls in den 1970er-Jahren kam es zu ersten Gegenbewegungen, die auch im Zusammenhang standen mit Gründungen verschiedener Naturschutzorganisation (z. B. BUND, DUH) und maßgeblich beeinflusst wurden durch Praktiker und Publizisten wie Marie-Luise Kreuter oder den englischen Farmer John Seymour; den Trend zu den Freizeitgärten konnten sie aber nur unwesentlich abschwächen.
Über die heutigen Anteile der verschiedenen Gestaltungsformen von Privatgärten liegen nur spärliche Daten vor, die auch nur grobe Angaben wie rund 76 % Ziergartenanteil in Hausgärten oder rund 55 % „Klassischer“ Garten mit Rasen, Hecke, Sitzgelegenheit enthalten und damit lediglich vage Rückschlüsse über den daraus resultierenden Biodiversitätswert erlauben. Die Einflussfaktoren auf die biologische Vielfalt in Privatgärten sind dagegen recht gut bekannt, lassen sich aber bislang nur recht aufwändig im konkreten Einzelfall bestimmen. Auch Smartphone-Apps können dabei in Zukunft Hilfestellung leisten. Das vom Bundesministerium für Bildung und Forschung (BMBF) geförderte Projekt gARTENreich – Präferenzen und Hemmnisse für die Gestaltung artenreicher Privatgärten hat sich über drei Jahre auf wissenschaftlicher und praktischer Ebene der Frage gewidmet, wie sich die biologische Vielfalt in Gärten im Einklang mit den Bedürfnissen der Gartennutzer erhöhen lässt. Eine erfolgversprechende Vorgehensweise könnten niedrigschwellige Einstiegskonzepte mit Biodiversitätsanreicherungen in kleinen Schritten darstellen, die aufwandsarm umzusetzen sind und auch besonders ordnungsgeprägten bzw. insektenabgeneigten Gartennutzern behutsame Annäherungen an das Thema ermöglichen.

##### Andere Grünflächen im Siedlungsraum
Neben den Gärten verdienen auch andere öffentliche, halböffentliche und private Grünflächen im Siedlungsraum eine eigene Betrachtung, denn sie bergen ebenfalls ein immenses, heute weitgehend noch ungenutztes Potenzial, um durch biodiversitätsförderliche Aufwertungen als Trittstein-Biotope maßgeblich zum Erhalt und der Förderung der biologischen Vielfalt beizutragen. Dabei kann es sich z. B. handeln um:
- Parks und andere kommunale Grünflächen
- begrünte Freiflächen
  - von Behördenstandorten und öffentlichen Einrichtungen
  - von Kirchen und anderen Glaubensgemeinschaften
  - von karitativen Einrichtungen
  - von Mehrfamilienhaus-Quartieren von Wohnungsunternehmen
  - von Wohnungseigentumsanlagen
  - von Betriebsgeländen
- begrünte Seitenflächen von Straßen-, Schienen- und Wasserverkehrswegen

Heute werden viele dieser Flächen gärtnerisch nach ähnlichen Prinzipien bepflanzt und gepflegt wie die Freizeitgärten im Privatbereich und weisen daher auch meistens nur geringe Biodiversitätswerte auf; genauere Statistiken dazu fehlen jedoch in gleicher Weise wie bei den Privatgärten. Im Hinblick auf biodiversitätsbewusste Umgestaltungen oder Umstellungen der Bewirtschaftung/Pflege ist es von Vorteil, dass oftmals über wenige Ansprechpartner die Verantwortlichen für große Flächen erreicht werden können. Dazu werden in Printform und im Internet zahlreiche speziell auf die einzelnen Zielgruppen ausgerichtete Fachartikel und Leitfäden angeboten. Allerdings hegen viele der Verantwortlichen und Entscheidungsträger dieser Flächen gleichartige Vorbehalte wie die Privatgärtner, so dass Appelle zu biodiversitätsbewussterer Pflege oder Umgestaltungen in der Regel auf wenig Akzeptanz stoßen. Daher könnten auch für den Kreis dieser Verantwortlichen und ihrer Flächen niedrigschwellige Einstiegskonzepte mit Biodiversitätsanreicherungen in kleinen Schritten eine erfolgversprechende Vorgehensweise darstellen, die aufwandsarm umzusetzen sind und auch besonders ordnungsgeprägten bzw. insektenabgeneigten Zielgruppenmitgliedern behutsame Annäherungen an das Thema ermöglichen.
Ein weit verbreiteter Fehler ist es, auf solchen Flächen Blühstreifen mit hybriden (exotische und heimische Arten) einjährigen Samenmischungen anzulegen, die zwar kurzzeitig spektakuläre Blütenpracht entfalten, aber der Insektenwelt nicht wirklich weiterhelfen und auch schnell von wenigen konkurrenzstarken Pflanzenarten dominiert werden, verwahrlosen und Skeptiker sich in ihren Vorbehalten bestätigt sehen.

##### Gebäudebegrünung und Balkone
Fassaden- und Dachbegrünungen können bei entsprechender Ausgestaltung nicht nur zur Verbesserung des Stadtklimas und der kommunalen Regenwasserrückhaltung sowie zur Lärmminderung, sondern auch zum Erhalt und zur Förderung der biologischen Vielfalt in Städten und Gemeinden beitragen. Gebäudebegrünungen finden daher als Instrumente nachhaltiger Stadtentwicklung – auch für hochverdichtete Quartiere – Verankerung in Bundes-, Landes- und Kommunalstrategien zur Klimaanpassung oder zur biologischen Vielfalt.
Selbst kleine Balkone und Terrassen können bei biodiversitätsbewusster Gestaltung und Bepflanzung ein hilfreiches Nahrungsangebot für mobile Arten wie Insekten und Vögel bieten und damit im Verbund mit den umliegenden Lebensräumen als kleine willkommene „Trittsteine“ mitten im Siedlungsraum fungieren. Dabei kann sich auf Balkonen mit entsprechendem Biodiversitätswert sogar im Innenstadtbereich (allerdings nicht in beliebig hohen Etagen) eine unerwartet große Artenvielfalt einfinden. Für die Menschen – insbesondere für Kinder – sind solche Balkone oder Dachterrassen nicht nur Wohlfühloasen, sondern stellen auch einen interessanten Naturerfahrungsraum in nächster Nähe dar. Für Einsteiger und Fortgeschrittene wird eine breite Palette an Online-Informationen und Literatur angeboten.

##### Niedrigschwellige Einstiegsmaßnahmen für Sekundärbiotope im Siedlungsraum
Im Hinblick auf das fortschreitende Insektensterben und seinen in weiten Teilen irreversiblen Charakter sind viele kleine rasche Erfolge („low-hanging fruits“) von hoher Bedeutung. Dazu bedarf es zumindest zum Einstieg attraktiver niedrigschwelliger Maßnahmenformate, die von einer Vielzahl von Privatleuten und anderen Flächenverantwortlichen ohne langwierige Überzeugungsarbeit bereitwillig und vielfach aus eigenem Antrieb umgesetzt werden könnten. Die dafür erforderliche breite Akzeptanz für insektenfördernde Maßnahmen wird aber neben Aufwands- und Kostenbedenken insbesondere durch Hemmnisse auf persönlicher Ebene erschwert.
Damit ist es nicht verwunderlich, dass viele Gartenbesitzer und andere Flächenverantwortliche – meistens aufgrund eigener Prägung bzw. der (vermeintlichen) Prägung ihrer Zielgruppenmitglieder – Vorbehalte gegen biodiversitätsbewusstere Pflege oder Umgestaltungen hegen. Beispielsweise führen laut einer Studie in der Immobilienwirtschaft 86 % der Befragten als Haupthindernis für die Implementierung von Maßnahmen zum Schutz von Biodiversität auf Gebäudeebene entgegenstehende Mieterinteressen an. Daher sind Wohnungsunternehmen heute mehrheitlich nicht bereit, ihre üblichen Gestaltungen mit überwiegend Rasen, einigen kleinen Heckenelementen (Sichtschutz für Müllbehälter) und sehr wenigen Sträuchern oder Bäumen grundlegend abzuändern. Ähnlich sieht es auch in den meisten Kirchengemeindeleitungen aus, so dass auf nahezu keinem Pfarrgrundstück gärtnerische Anstrengungen zu einer gezielten Biodiversitätsförderung und Schöpfungsbewahrung erkennbar sind. Einfacher sind dagegen Umgestaltungen für Betriebe und Behörden umsetzbar, die nach Direktionsrecht vorgehen können, aber sinnvollerweise ihre Belegschaften rechtzeitig informieren und einbinden sollten.
| 1. | Als eine konkrete niedrigschwellige Vorgehensweise bietet sich beispielsweise an, bekanntermaßen biodiversitätsarme oder gar invasive Gehölze (Forsythien, Flieder, Koniferen, Kirschlorbeer u. a.) auszutauschen (ggf. in mehreren Schritten) gegen einheimische Blühgehölze mit vergleichbarem Habitus. Auch Obststräucher wie Johannisbeeren, Maibeeren oder verschiedene Felsenbirnenarten können als Ersatz gepflanzt werden (Naschgarten-Elemente) und zurückhaltend auch nicht-invasive nicht-heimische Blühgehölze mit nachgewiesenermaßen insektenfreundlichen Blüten (z. B. Amerikanische Weigelie, Koreanische Abelie, Sieben-Söhne-des-Himmels-Strauch), um Skeptikern zusätzliche optische Akzente entgegenhalten und ein möglichst lückenloses Angebot an Insektennahrung anbieten zu können. Sehr wirksam ist es auch, bestehende mittelhohe Heckenformationen mit einer vorgelagerten niedrigeren Gehölzstufe aus Stauden wie Lavendel und Oregano zu ergänzen. Bei Zweifelsfällen sind heute vielfach detaillierte Informationen zu Biodiversitätswert oder Invasivitätsbedenken zu einzelnen Pflanzen im Internet auffindbar.(z. B.) Ein solcher selektiver Gehölzaustausch ist eine sehr aufwandsarme Maßnahme, die auch keine erhöhten Pflegeaufwände nach sich zieht, die größtmögliche Rücksicht nimmt auf besonders ordnungsgeprägte bzw. insektenreservierte Zielgruppenmitglieder. - Kornelkirsche - Gewöhnliche Zwergmispel - Strauch-Efeu - 7Söhne-des-Himmels-Strauch - Mai- oder Kamtschatka-Beere - Felsenbirne/Saskatoon-Beere - Johannisbeere - Diervilla - Koreanische Abelie |
| 2. | Mit Schritt 1 verbessert sich die Nahrungssituation für Insekten in der Umgebung, was sich oft schon durch entsprechenden Blütenbesuch offenbart. Diese positive Rückkopplung für die menschlichen Beobachter lässt sich noch deutlich verstärken durch fachgerechte Installation eines Insektenhotels, wo sich Wildbienen und Solitärwespen bei ihrem Brutgeschäft beobachten lassen. Dieses bietet Menschen mit einer eher negativen Prägung gegenüber Insekten eine wirksame Gelegenheit, sich selbst davon zu überzeugen, dass Furcht und Ekel vor diesen Tieren völlig unbegründet sind und im besten Fall durch positive Emotionen „überschrieben“ werden können. Allerdings stellt sich das Problem, dass nach wie vor die Mehrzahl der heute im Handel angebotenen Insektenhotels nicht oder nur stark eingeschränkt ihre Funktion erfüllen, sondern nur als Verbraucherirreführung und Gartendekoration gelten können. Wer um die Problematik weiß, findet im Handel aber auch Positivbeispiele und entsprechende Bezugsquellen. |
| 3. | Wenn im Schritt 2 die erfolgreiche Besiedlung von Insektenhotels beobachtet und miterlebt werden konnte, bauen sich dadurch in der Regel Skepsis und Vorbehalte gegenüber Biodiversitäts- und Insektenschutzmaßnahmen deutlich ab, so dass in nachfolgenden Schritten auch „mutigere“ Maßnahmen ins Auge gefasst werden können, die einem wirkungsvolleren Artenschutz gerecht werden. Beispiele dafür können Umwandlungen von Vielschnittrasen in Kräuterrasen, Etablierung von Raupenfutterpflanzen oder eine Diversifizierung größerer monotoner Heckenformationen durch eingestreute andere Heckenpflanzenarten sein. Zusätzlich können sich dabei auch Insektenschutzmaßnahmen vermischen mit gärtnerischen Klimawandel-Anpassungsmaßnahmen, indem beispielsweise auf den Grünflächen vor Wohn- und Bürogebäuden schattenspendende und zugleich insektenfreundliche Bäume mit schlanken, säulenförmigen Wuchsformen (z. B. aus der GALK-Straßenbaumliste) gepflanzt werden, die eine in der Zielgruppe meist unerwünschte massive Verschattung vermeiden, aber wohltuende fingerförmige und mit dem Sonnenlauf wandernde Teilverschattungen bieten. Eine weitere Optimierung solcher niederschwelliger Einstiegskonzepte (im Hinblick auf entgegenstehende persönliche Prägungen in Teilen der Zielgruppe unter Einbindung von Fachexperten aus Psychologie und Kommunikationswissenschaften) war bislang noch nicht Gegenstand von Forschungsprojekten. |

##### Rechtliche Situation bei Sekundärbiotopen im Siedlungsraum
Für insektenfreundliche Gestaltungen von Privatgärten und anderen Grünflächen im Siedlungsraum gibt es eine Vielzahl von Appellen, die meistens von Naturschutzverbänden, Ministerien, Umwelt- und Naturschutz-Behörden oder Kommunen herausgegeben werden und unverbindlichen Charakter haben. Mittlerweile gibt es darüber hinaus aber auch erste gesetzliche Verpflichtungen für Gartenbesitzer und Betreiber anderer Grünflächen: So fordert beispielsweise das baden-württembergische Naturschutzgesetz in § 21a „Es ist darauf hinzuwirken, dass Gartenanlagen insektenfreundlich gestaltet werden.“ Das hessische Naturschutzgesetz fordert in § 35 Abs. 9 „Es ist darauf hinzuwirken, dass Grundstücksfreiflächen im bebauten Innenbereich insektenfreundlich gestaltet und vorwiegend begrünt werden.“ und nach § 7 (4) sollen öffentliche Grundstücke „in angemessenem Umfang der Erhaltung und Entwicklung der biologischen Vielfalt dienen…“
Weiterhin ist damit zu rechnen, dass in Landesbauordnungen und kommunalen Bebauungsplänen ähnlich den expliziten Verboten von Schottergärten auch vermehrt Gebote zu insektenfreundlichen Flächengestaltungen formuliert werden. Mögliche Regelungsinhalte sind aufgeführt in einer TOOLBOX Grünordnungsplan, die 2024 im Auftrag des Bundesamtes für Naturschutz zusammen mit externen Partnern an der TU Dresden entwickelt wurde.

#### Vernetzung

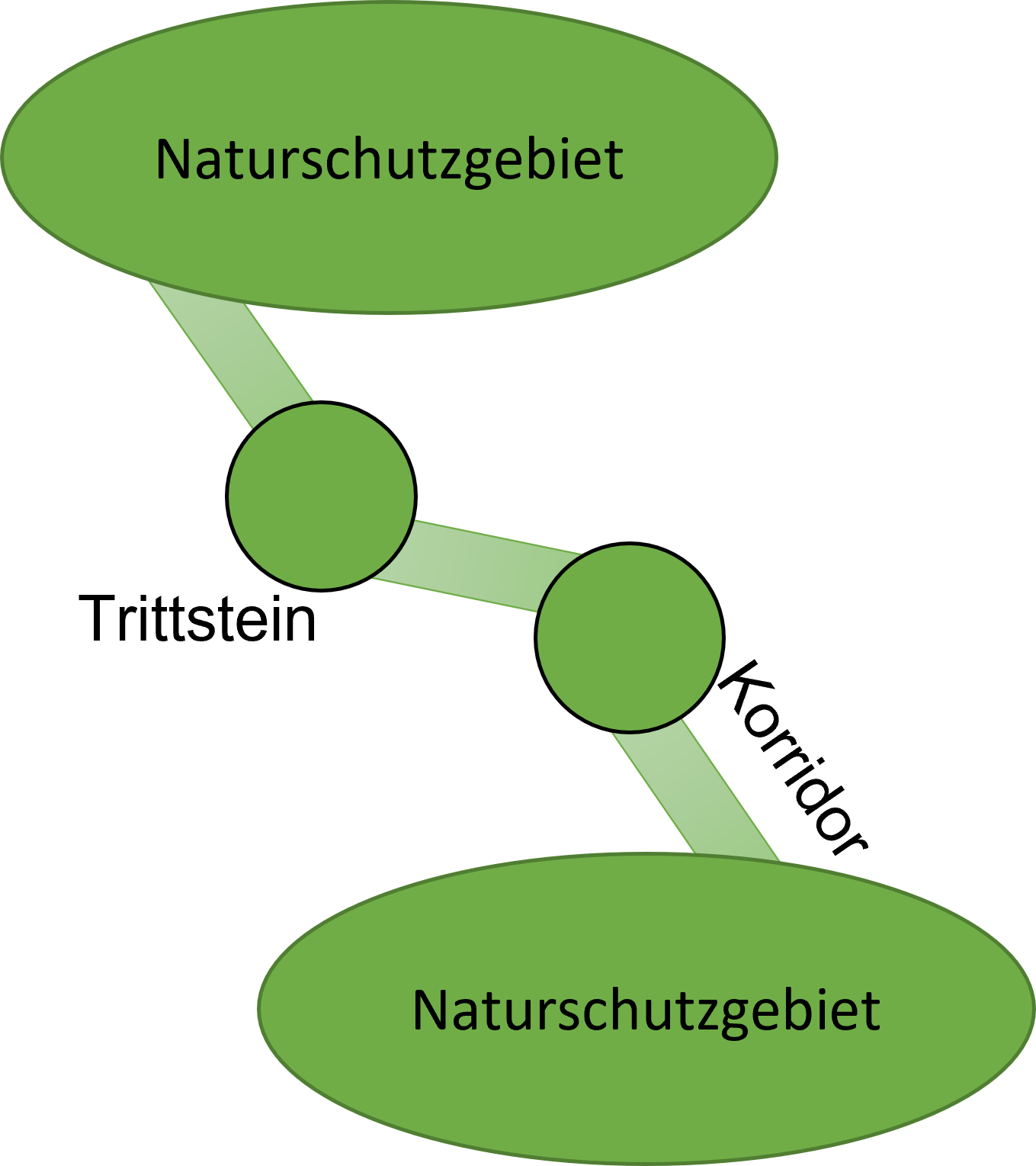
Biotopvernetzung

Insekten müssen für das langfristige Überleben ihrer Art wie fast alle anderen Tier- und auch Pflanzenarten wandern können, z. B. zur Umsiedlung in neue Ersatzlebensräume oder zur Fortpflanzung. Der durch menschliche Eingriffe und Auswirkungen des Klimawandels verursachte Verlust von Lebensraumflächen und die Zerschneidung der Landschaft durch Siedlungs- und Verkehrswegebau haben zu einer Verinselung der Lebensräume geführt. Die Erreichbarkeit geeigneter Lebensräume und der genetische Austausch von Populationen sind durch das Fehlen von Verbundstrukturen inzwischen stark eingeschränkt.
Sehr viele Insektenarten sind nur kleinräumig mobil, teilweise nur wenige hundert Meter. Für eine erfolgreiche Wanderung müssen in überwindbaren Entfernungen verschiedene Kleinstlebensräume mit geeigneten Nahrungsangeboten und Fortpflanzungsstätten räumlich verzahnt zur Verfügung stehen. Vor diesem Hintergrund ist auch beim Insektenschutz die (Wieder-)Vernetzung der Lebensräume (Biotopverbund) ein unverzichtbares Element. Ein Biotopverbundsystem setzt sich aus verschiedenen Komponenten zusammen:
- Kernbereiche
Kernbereiche sollen den dort heimischen Arten stabile Dauerlebensräume sichern. Dabei handelt es sich in der Regel um kleinere oder mittlere Primärbiotope, aber auch um größere bis mittlere Sekundärbiotope.
- Puffer- und Entwicklungsflächen
Sie sollen negative Auswirkungen der intensiv genutzten Landschaft auf die Kernbereiche verhindern und ggf. ein Entwicklungspotenzial zu naturnahen Lebensräumen aufweisen.
- Verbundelemente
Verbundelemente sind Flächen, die die Wanderungs-, Ausbreitungs- und Wiederbesiedlungsprozesse zwischen den Tier- und Pflanzenpopulationen der Kernbereiche gewährleisten bzw. erleichtern und damit deren genetischen Austausch ermöglichen sollen. Sie können als „Trittsteine“ (als Dauerlebensraum zu kleine Biotope) oder Wanderungskorridore ausgebildet sein.

### Land- und forstwirtschaftliche Wirtschaftsweisen

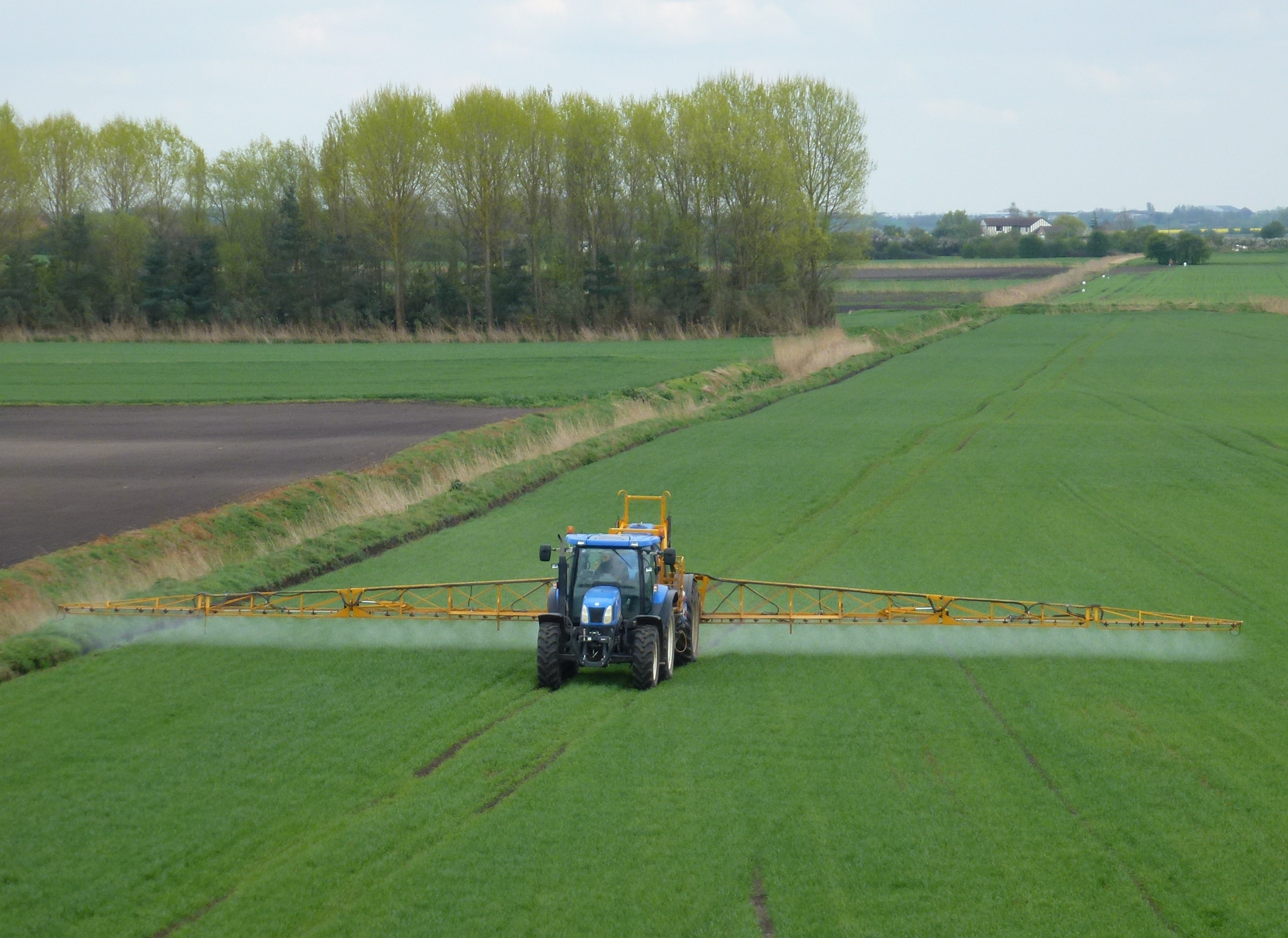
Ausbringung Pflanzenschutzmittel
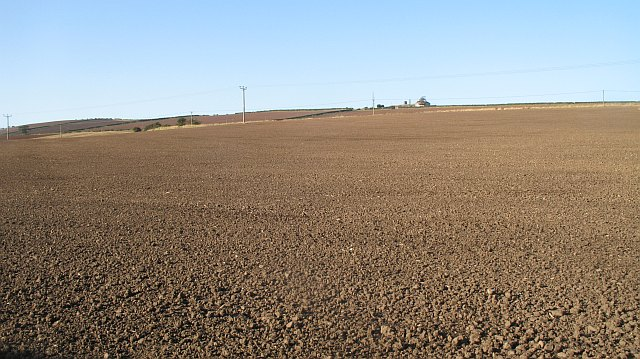
Agrarsteppe

In der Wissenschaft sind heute im Spannungsfeld zwischen Land- und Forstwirtschaft einerseits und dem Natur- und Artenschutz andererseits zwei konkurrierende Ansätze vorherrschend:
- Das segregative Landschaftsmanagement
sieht eine Trennung (Segregation) des Naturschutzes von der Landwirtschaft vor und versucht, den Flächenverbrauch der Landwirtschaft mittels Intensivierung und Ertragsmaximierung zu minimieren. Diese Strategie der Landschonung (englisch land-sparing) kommt insbesondere zum Schutz der letzten verbleibenden natürlichen und unzerschnittenen Lebensräume der Erde wie z. B. der tropischen Regenwälder und anderer Primärbiotope zum Einsatz.
- Das integrative Landschaftsmanagement
verfolgt dagegen eine Land-sharing-Strategie (englisch land-sharing ‚gemeinsame Landnutzung‘) einer in der Regel extensiv betriebenen und dadurch biodiversitätsfreundlicheren Landwirtschaft, die es wildlebenden Tieren und Pflanzen ermöglicht, bewirtschaftete Flächen als Lebensräume zu nutzen – dies geschieht jedoch oft auf Kosten des landwirtschaftlichen Ertrags und resultiert in größerem Flächenbedarf.

Weder eine vollständige Segregation noch die ausschließliche Integration von Naturschutzmaßnahmen und landwirtschaftlicher Produktion wird allen Zielkonflikten gerecht. Die Landschaft muss vielmehr als Ganzes vielfältig gestaltet werden, um den verschiedenen Lebensraumansprüchen und Schutzzielen gerecht zu werden. In den mitteleuropäischen Kulturlandschaften bedeutet dies vor allem den Erhalt extensiv bewirtschafteter Lebensräume wie Magerrasen, Streuobstwiesen, Heuwiesen oder Brachen. Die potenziellen Einkommensverluste der Landwirte gegenüber ökonomisch attraktiveren Bewirtschaftungsformen müssen dazu weiterhin im Rahmen der Gemeinsamen Agrarpolitik (GAP) der Europäischen Union z. B. über Agrarumwelt- und Klimamaßnahmen (AUKM) kompensiert werden.
Zu den nationalen Nachhaltigkeitszielen in Deutschland zählt schon seit Längerem, den Flächenanteil der ökologischen Landwirtschaft auf 20 Prozent zu erhöhen. 2023 wirtschafteten 14,6 Prozent der Betriebe ökologisch; der Anteil der ökologisch bewirtschafteten Fläche an der landwirtschaftlich genutzten Fläche betrug 11,4 Prozent. Jedoch ist auch Ökolandbau kein Allheilmittel für Artenvielfalt: Er verzichtet zwar auf synthetische Dünger und Pestizide, greift aber zur Unkrautbekämpfung oft auf intensive Bodenbearbeitung zurück. Zudem wird auch Ökolandbau mitunter auf sehr großen Feldern betrieben. Nach vergleichenden Untersuchungen der Artenvielfalt auf Äckern ist aber die Kleinteiligkeit der Landschaft mindestens ebenso wichtig wie die Bewirtschaftungsform.

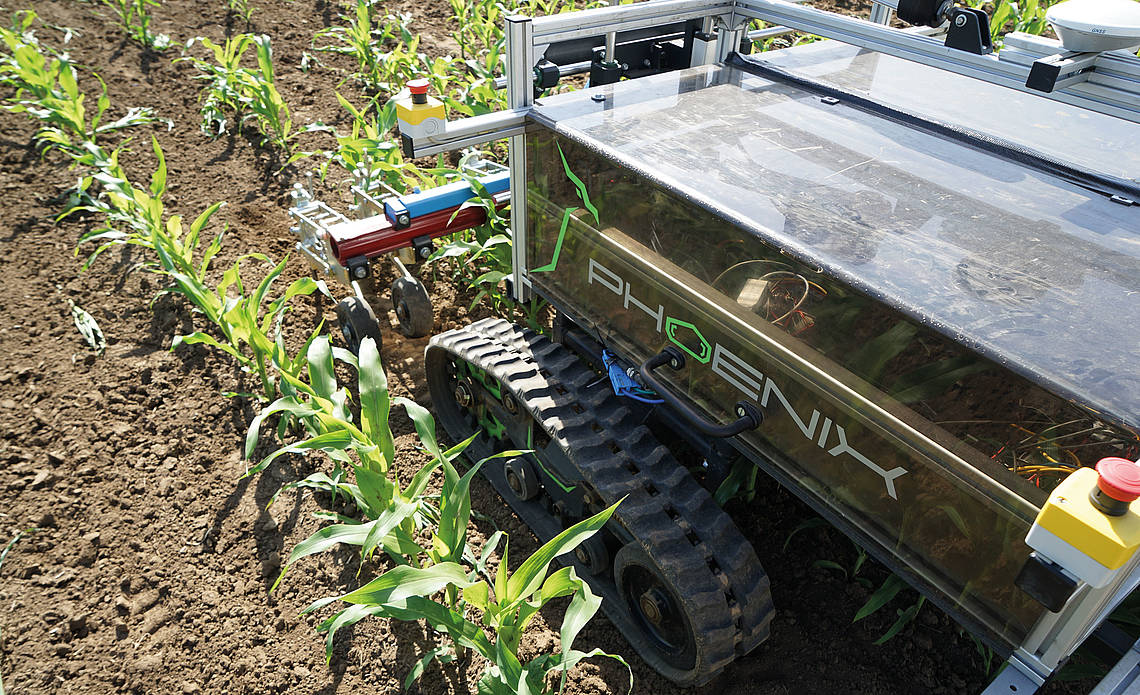
Agrarroboter

Signifikante Verbesserungen der Ökobilanz der industriellen Landwirtschaft werden erwartet durch den zukünftigen Einsatz von künstlicher Intelligenz (KI) und Agrarrobotik im Rahmen der Digitalisierung in der Landwirtschaft. Die Technik befindet sich noch in einer frühen Entwicklungsphase, es gibt aber zahlreiche Prototypen und Pilotprojekte, bei denen Roboter ressourcenschonend gezielt bewässern, Pflanzenschutzmittel sprühen oder düngen. Außerdem können sie im Zusammenspiel mit KI den Gesundheitszustand von Pflanzen überwachen, kranke Pflanzen oder Pflanzenteile behandeln bzw. aussortieren. Damit könnte möglicherweise der bisher praktizierte großflächige Einsatz chemischer Pflanzenschutzmitteln reduziert werden, da Unkraut und Schädlinge durch Kamerasysteme erkannt und gezielt unschädlich gemacht werden können. Damit lassen sich möglicherweise industrielle Landwirtschaft und integratives Landschaftsmanagement in Zukunft besser miteinander vereinbaren.
Vorläufig kommt die globale Landwirtschaft aber noch nicht ohne Pflanzenschutzmittel aus. Eine im Fachmagazin Nature Communications erschienene Studie hat dazu aus weltweit mehr als 1700 Studien die Auswirkungen zusammengetragen von 471 verschiedenen Insektiziden, Herbiziden und Fungiziden auf Hunderte Arten von Mikroben, Pilzen, Pflanzen, Insekten, Fischen, Vögeln und Säugetieren, die sie eigentlich nicht schädigen sollen, aber doch signifikant schädlich wirken auf Wachstum, Fortpflanzung, Verhalten und andere physiologische Biomarker in terrestrischen und aquatischen Systemen. Die Gifte tragen damit nachweislich weltweit zum Artenschwund bei. Die Daten aus der Arbeit können beispielsweise genutzt werden zur Identifikation der problematischsten Wirkstoffe mit den größten unbeabsichtigten Auswirkungen, um sie möglichst schnell durch nebenwirkungsärmere Präparate zu ersetzen.

### Lichtverschmutzung

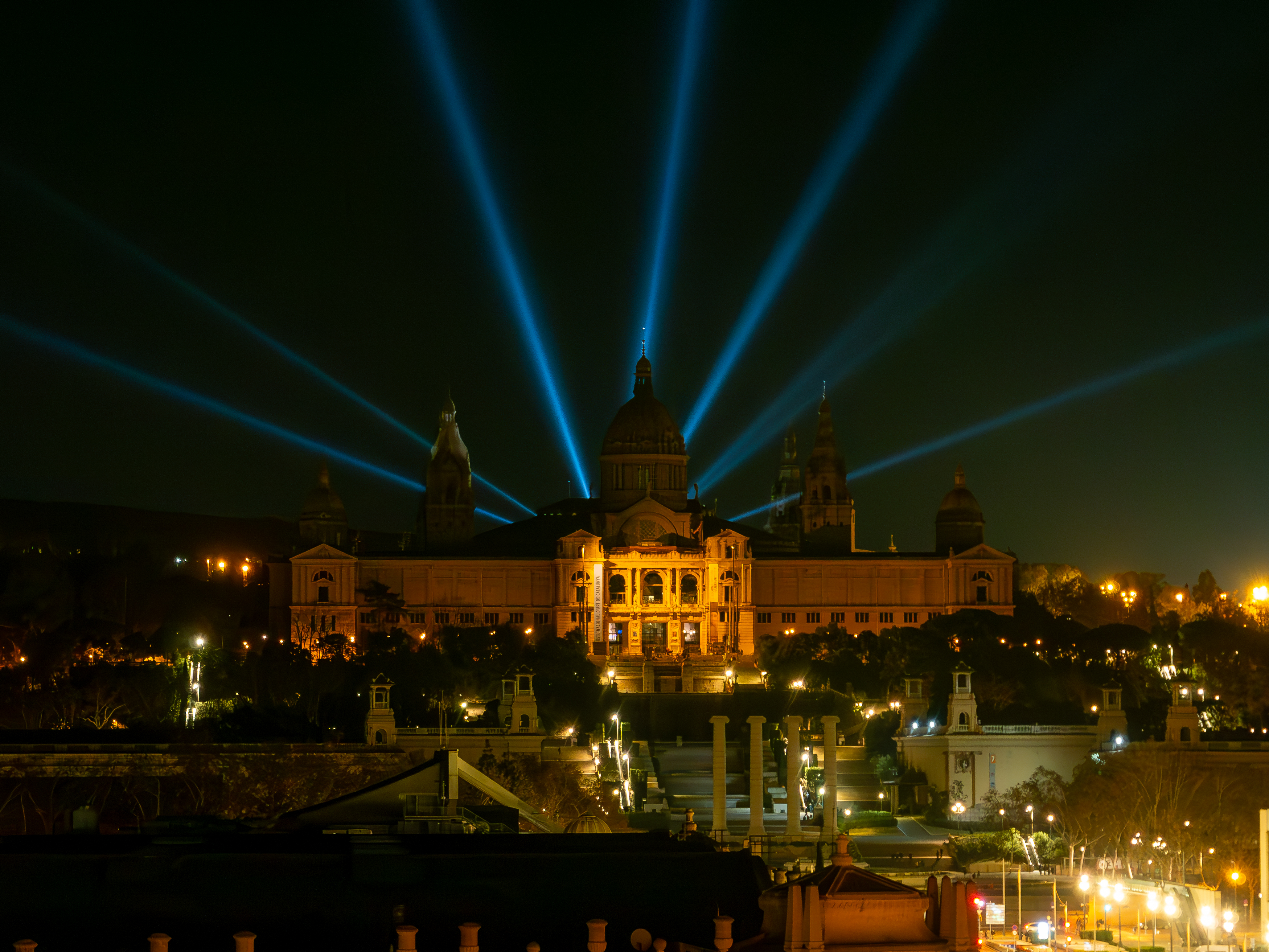
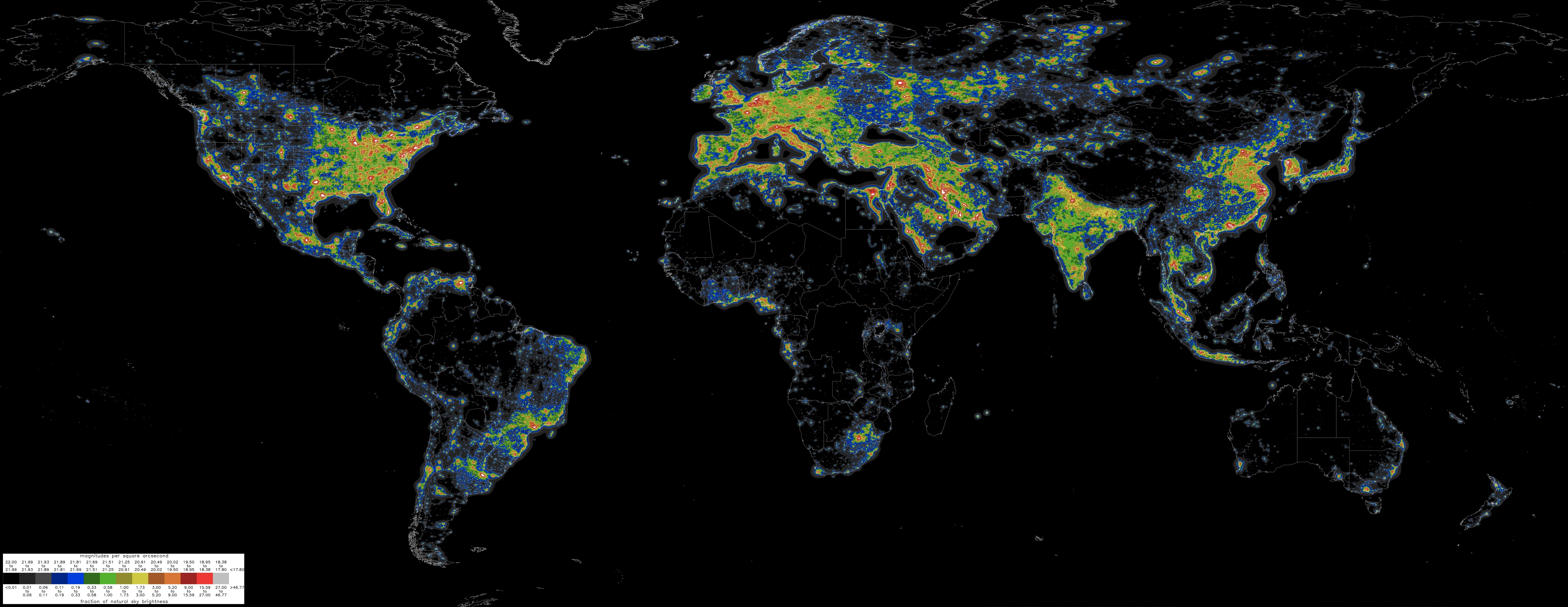
Weltkarte der Lichtverschmutzung

Die Vielzahl künstlicher Lichtquellen wie Gebäude-, Straßen- und Fahrzeugbeleuchtungen sowie Lichtreklamen führt insbesondere in Städten und ihrer Umgebung zu einer Aufhellung der Nacht. Dieser als Lichtverschmutzung bezeichnete Effekt kann sowohl physiologische Prozesse wie auch Verhaltensmuster von Pflanzen und Tieren beeinflussen und lässt sich grob in drei Einwirkungswege unterteilen:
- direkte Wahrnehmung der künstlichen Lichtquellen
- Wahrnehmung der durch Beleuchtung erhellten urbanen Flächen und Umgebungen
- Wahrnehmung der so genannten Lichtglocken oder Lichtkuppeln über den Städten oder großen Industriekomplexen (entstehen durch nach oben abgestrahlte oder reflektierte Lichtanteile, die in den unteren Atmosphärenschichten durch Aerosole (Staubpartikel, Wassertröpfchen) abermals reflektiert und gestreut werden)

Lichtverschmutzung gefährdet Insekten insbesondere durch Störungen
- ihrer circadianen Rhythmen (im Laufe der Evolution an den Tag-/Nacht-Zyklus angepasste und durch ihn gesteuerte Vorgänge)
- ihrer circannualen Rhythmen (im Laufe der Evolution an die jahreszeitlichen Änderungen des Tag-/Nacht-Zyklus angepasste und durch sie gesteuerte Vorgänge)
- ihres phototaktischen Verhaltens (durch Beleuchtungsstärke beeinflusstes Bewegungsverhalten)

Bei Insekten kann die Tageslänge z. B. den Schlüpf-Rhythmus und den Beginn der Winterruhe beeinflussen. Darüber hinaus orientieren sich abend- und nachtaktive Insekten im Flug an den UV-Strahlen der Abendsonne sowie am Mondlicht. Da sie Kunstlicht nicht von natürlichen Quellen unterscheiden können, fliegen sie oft künstliche Lichtquellen an und bleiben in deren Lichtschein bis zur völligen Erschöpfung „gefangen“.
Maßnahmen des Insektenschutzes im Bereich der Lichtverschmutzung umfassen insbesondere
- Umrüstung und Modernisierung kommunaler und anderer Straßenbeleuchtung
Sie erfolgt vornehmlich aus Ersparnisgründen, kann aber kostenneutral gleichzeitig ein sehr wirksamer Beitrag zum Insektenschutz sein[47], wenn
  - LED-Lichtquellen mit neutralweißem/warmweißem Emissionsspektrum verwendet werden, da diese ca. 65 % weniger Insekten als kalt-weiße LED-Lampen anziehen. In Außenbereichen und Ortsrandlagen, in Parks und im Bereich von geschützten Gebieten sowie in der Nähe von Gewässern eignen sich auch Natriumdampf-Niederdrucklampen. Diese emittieren ausschließlich Lichtstrahlung im Wellenlängenbereich von 580 nm (Nanometer), die von Insekten kaum wahrgenommen, aber auch von Menschen teilweise durch ein verfälschtes Farbsehen als störend empfunden wird.
  - Es sollten nur Bauformen verwendet werden, die durch entsprechende Optiken oder Abschirmungen Lichtemissionen nach oben völlig und seitliches Streulicht weitestgehend vermeiden. Damit lassen sich der Anlockradius für Insekten deutlich verkleinern und die Beiträge zu den Lichtglocken minimieren.
  - Durch intelligente Steuerung der Straßenbeleuchtung z. B. mithilfe von Bewegungssensoren (Dimmung, bedarfsweise Vollbeleuchtung) werden lichtempfindliche nachtaktive Insekten- und andere Tierarten weniger beeinträchtigt.
- Vermeidung/Einschränkung verzichtbarer Illumination oder Lichteffekte
  - Zeitliche Einschränkungen für den Betrieb von Fassadenbeleuchtungen sind bereits verankert im baden-württembergischen Naturschutzgesetz (§ 21) und für öffentliche Gebäude im Bayerischen Immissionsschutzgesetz.
  - Der Betrieb von Himmelsstrahlern („Skybeamer“) ist in Bayern nach Immissionsschutzgesetz gänzlich verboten und in anderen Bundesländern stark eingeschränkt.

### Dekarbonisierung

Aus dem Weltall gut sichtbar:
Dürre in Dänemark 2018

Einen ganz wesentlichen, allerdings mittelbaren Beitrag zum Insektenschutz leistet die so genannte Dekarbonisierung, also die Umstellung aller wesentlichen Kohlendioxid und Methan freisetzenden Wirtschaftsprozesse (insbesondere Energiewirtschaft, Verkehr, Stahl-, Zement- und Glasproduktion sowie landwirtschaftlich verursachte mikrobielle Methanemissionen) in Richtung geringerer Entstehung und Freisetzung dieser Gase, um den maßgeblich durch sie verursachten Treibhauseffekt und damit die globale Erwärmung abzumildern und zu beenden.
Der gegenwärtige Klimawandel wirkt über verschiedene sich verändernde Klimaparameter wie Temperatur, Niederschlag, Luftfeuchtigkeit oder Windgeschwindigkeit in komplexer Weise direkt und indirekt (Dürren und Überschwemmungen, Verschiebung der Klimazonen) auf das Vorkommen und die Entwicklung von Insekten ein. Empirische Studien hierzu sind rar, sie untersuchten bislang primär die Wirkung steigender Temperaturen und waren häufig auf Regionen in den gemäßigten Zonen beschränkt. Generell deuten die Befunde darauf hin, dass Insekten in gemäßigten Breiten eine höhere Widerstandsfähigkeit gegenüber Temperaturänderungen haben als in den gleichbleibend temperierten Tropen. Eine im Jahr 2023 in der Fachzeitschrift Nature veröffentlichte, in Fachkreisen aber auch sehr kontrovers diskutierte Studie legt nahe, dass Wetteranomalien und Klimawandel als Hauptursachen für den in der „Krefelder Studie“ aufgezeigten Insektenrückgang in Frage kommen.
Eine Studie aus dem Jahr 2024 identifiziert die Zunahme an CO₂-Emissionen als Ursache für den Rückgang von Pflanzenfresser-Populationen. Demnach wird der Rückgang maßgeblich durch die CO₂-bedingte Nährstoffverdünnung in Pflanzen verursacht, durch die sich der Anteil essenzieller Elemente wie Stickstoff und Phosphor in der Pflanzennahrung verringert. Besonders produktive oder nährstoffarme Ökosysteme wie tropische Regenwälder und offene Ozeane sind demnach stark betroffen, da Pflanzen zunehmend kohlenhydratreich, aber nährstoffarm werden. Pflanzenfresser müssen zum Ausgleich größere Mengen minderwertiger Nahrung aufnehmen, was ihren Energiehaushalt belastet, ihre Entwicklung verlangsamt und ihre Fortpflanzung einschränkt.

## Nationale Strategien und Programme
Der Insektenschutz wird in den meisten Ländern als Teilthema ihrer jeweiligen Nationalen Strategie zur biologischen Vielfalt behandelt.
Unter den deutschsprachigen Ländern wurde darüber hinaus lediglich in Deutschland ein besonderes Aktionsprogramm für den Insektenschutz aufgestellt, um eine Trendumkehr beim Rückgang der Insekten und ihrer Artenvielfalt zu erreichen. Es stieß bei Naturschutz- und Interessenverbänden auf vielfältige Kritik und wurde auch auf wissenschaftlicher Ebene kritisch analysiert.
In Frankreich und Luxemburg wurden jeweils für den Zeitraum 2021–2026 Nationale Aktionspläne zum Schutz von Bestäuberinsekten in Kraft gesetzt. Die Gründe für die Auswahl dieser Insekten-Teilgruppe könnten einerseits im wirtschaftlichen Interesse von Imkerei und Landwirtschaft und im (gegenüber der Gesamtmenge der Insektenarten) sympathieträchtigeren Image der Bestäuberinsekten in der Bevölkerung zu suchen sein.

## Hemmnisse für Initiative, Durchführung und Erfolg
Zahlreiche Faktoren können eine erfolgreiche Umsetzung von Maßnahmen des Insekten-Artenschutzes entscheidend be- und verhindern:

### Hemmnisse auf persönlicher Ebene
Bei vielen Besitzern von Haus- und Vorgärten, aber auch Flächenverantwortlichen von anderen Grünflächen im Siedlungsraum spielen neben Aufwands- und Kostenbedenken die folgenden Effekte eine hinderliche Rolle:
- Schon beginnend mit der Generation X vollzieht sich in der Gesellschaft eine zunehmende Naturentfremdung[57], die einerseits die Einsicht zur Notwendigkeit von Insekten- und Artenschutz stark herabsetzt und andererseits sogar Maßnahmenwillige vor eigenständiger Maßnahmenumsetzung zurückschrecken lässt. Ein stark eingeschränktes Naturverständnis ist aber auch keine gute Voraussetzung, um eine erforderliche Fremdleistung zielführend beauftragen, begleiten und beurteilen zu können.
- Vielen Menschen ist kulturell eine gewisse Abneigung, teilweise auch Ekel oder sogar Angst vor Insekten (Entomophobie) eingeprägt worden.[58]
- Außerdem sind vielen Menschen „preußische Ordnungstugenden“ tief eingeprägt worden, die sie sehr häufig auch auf die ästhetische Wahrnehmung und Bewertung der kultivierten Natur in ihrer Umgebung anwenden. Appelle zu naturnäherer Gestaltung oder Slogans wie „Wildnis wagen!“ lösen bei ihnen eher Unbehagen, Abwehr und teilweise sogar Ängste aus.[59]
- Nicht zuletzt bestehen für Maßnahmen im direkten Umfeld von Wohnungen auch nicht selten Bedenken, dass dadurch eine erhöhte Pollenexposition und damit eine Verschlechterung von Pollenallergien verursacht werden könnten.

### Hemmnisse auf organisatorischer Ebene
Generell haben Fachkräftemangel und Knowhow-Defizite auf verschiedenen Ebenen hemmende Einflüsse auf Planung, Umsetzung und Erfolg von über den privaten Rahmen hinausgehenden Insektenschutz-Maßnahmen. Dies betrifft die gesamten Wertschöpfungsketten der Landschaftsplanung und des Garten- und Landschaftsbaus. Auf der Seite der verschiedenen Auftraggeber gibt es vor allem Knowhow-Probleme, da z. B. Facility-Manager in der Regel über kein ausreichendes Grundlagenwissen zu Biodiversitätsauswirkungen gärtnerischer Ausgestaltungen verfügen. Diese Probleme auf beiden Seiten erschweren reibungslose Planungen, Ausschreibungen, Beauftragungen, Ausführungen und Abnahmen und begünstigen Fehlleistungen.
Bei größeren Unternehmen oder Behörden kommt es auch nicht selten zu innerbetrieblichen Fehlleistungen bei der Umsetzung von Biodiversitätsprojekten im Rahmen von CSR- und Nachhaltigkeitszielen, wenn dazu Insektenschutzmaßnahmen anberaumt wurden, aber z. B. durch Knowhow-Defizite, fehlerhafte Umsetzung oder vernachlässigte Pflege ihre beabsichtigte Wirkung verfehlen, jedoch unbeirrt im Kennzahlen-Reporting unter den erfolgreich umgesetzten Projekten aufgeführt werden. Management und sachlich Verantwortliche haben in solchen Fällen oft – unterschiedlich motiviert – kein Interesse an Korrekturmaßnahmen.
Außerdem tun sich größere Unternehmen oder Behörden oft schwer mit der Beauftragung und Abwicklung von Biodiversitätsmaßnahmen, die nicht starr nach festgelegten Arbeitspaketen abgerechnet werden können, da sich wie z. B. bei der Etablierungspflege einer mehrjährigen Wildblumenwiese der Charakter notwendiger Pflegeschritte flexibel und kurzfristig abhängig vom Witterungsverlauf und vom Wuchsverlauf der gewünschten und unerwünschten Arten ergibt. Die Kompetenz zur Auswahl der verlaufsabhängig durchzuführenden Pflegeschritte hat in der Regel nicht der Auftraggeber, sondern nur der Auftragnehmer, sodass als Vertragsform eigentlich nur ein mit einem bestimmten Werkerfolg verknüpfter Werkvertrag infrage kommt, der aber gerade in den Einkaufsorganisationen großer Unternehmen und Behörden unter Compliance-Aspekten oft als kritisch und in höchstem Maße vermeidungsbedürftig angesehen wird.
Gerade bei komplexen oder sehr sensiblen Biodiversitätsprojekten ist zumindest phasenweise und in bestimmten Rollen eine sehr gute Artenkenntnis erforderlich, die aber auch in ökologieorientierten Berufen in der gewünschten Breite keine Selbstverständlichkeit (mehr) ist. Es besteht vielmehr in Schlüsselrollen wie Landschaftsplanern und Gutachtern ein Mangel an hochqualifiziertem Fachpersonal mit guter Artenkenntnis, der sich bei Freiberuflern in Planungsbüros ebenso zeigt wie in Behörden und Universitäten. Diesem manchmal auch als Artenkenntnis-Erosion bezeichneten Trend soll durch spezielle Artenkenntnis-Ausbildungsprogramme und -Zertifizierungen entgegengewirkt werden.

### Verbraucherschutzdefizite als Hemmnisse
Produkte (Saatmischungen, Pflanzgut, Insektenhotels) und Dienstleistungen (Einsaaten, Pflanzungen, Pflegemaßnahmen) für den Arten- und Insektenschutz sind für Privat- und Geschäftskunden hinsichtlich ihrer Qualität und tatsächlichen Insektenschutzwirkung äußerst schwierig zu beurteilen, da die meisten Kunden und Auftraggeber nicht zuletzt durch die fortschreitende Naturentfremdung über immer weniger eigene Kenntnisse und Beurteilungskompetenzen dazu verfügen und auf Anbieterangaben nur bedingt Verlass ist. Qualitätsnormen, Gütesiegel und Zertifizierungen, die Kauf- und Vergabeentscheidungen auf eine gesicherte Qualitätsbasis stellen könnten, fehlen.
Nachteilig in diesem Zusammenhang ist auch, dass seriöse Verbrauchertests in diesem Produktbereich bislang die absolute Ausnahme sind und somit aus Verbraucherschutz-Sicht problematischen „Pseudo-Warentests“ das Feld überlassen wird: Sie werden seit geraumer Zeit im Internet insbesondere zu Konsumgütern veröffentlicht und sind in der Regel dem Erscheinungsbild professioneller Vergleichstests z. B. der Stiftung Warentest stark nachempfunden. Inhaltlich liefern die Pseudo-Warentests den Verbrauchern keine zusätzlichen Informationen zur Produktqualität, sondern sie enthalten über allgemeine Texte zur Produktgruppe hinaus lediglich tabellarische Übersichten mit Anbieter-Produktangaben, Zusammenfassungen von Amazon-Käuferbewertungen und Links zu Anbietern der Produkte. Damit sind sie weitestgehend werblicher Natur und den Ausprägungsformen des Affiliate-Marketings zuzurechnen. Pseudo-Warentests werden auch nicht selten über Online-Kanäle bekannter Printmedien geschaltet und bekommen damit quasi ein „Seriösitätsprädikat“ verliehen. Ziemlich sichere Erkennungsmerkmale von Pseudo-Warentests sind, dass sie meistens sehr aktuell (monatsaktuell, tagesaktuell) sind und alle aufgeführten Produkte Bestnoten mit geringfügigen Nuancierungen erzielen.
- Problem-Produktgruppe Saatmischungen für Blumenwiesen
Die Auswahl an Saatmischungen in den Märkten und im Internet ist heute riesig. Häufig fehlen in den Produktbeschreibungen wesentliche Angaben (Artenzusammensetzung, einjährig/mehrjährig) oder sie sind unvollständig. Auch bei vollständiger Deklaration der enthaltenen Arten sind durchschnittlich informierte Kunden völlig überfordert, daraus auf den Biodiversitätswert (Pollen- und Nektarwert, Wert für Larven etc.) und auf mögliche Risiken durch nicht-heimische oder möglicherweise sogar invasive Arten zu schließen, sondern würden sehr zeitaufwändige eigene Recherchen erfordern, die typischerweise unterbleiben. Üblicherweise sind die Mischungen auf schnelle spektakuläre Blüherfolge und nicht auf Biodiversitätswert angelegt. Ein seriöser Warentest dazu ist aus der Schweiz bekannt[62], ansonsten einige Pseudo-Warentests.[63][64] Problematisch wird es, wenn z. B. Wohnungsunternehmen auf solche Präsentations- und Werbetechniken hereinfallen und durch minderwertige bzw. für den Einsatzzweck ungeeignete Samenmischungen auf zahlreichen kleineren Flächen die beabsichtigte Biodiversitätswirkung ausbleibt. Wenn das Ziel eine biodiversitätswirksame mehrjährige Wildblumenwiese ist, ist neben geeignetem und möglichst auch gebietseigenem Saatgut[65] aber auch die richtige Vorgehensweise[66] entscheidend.

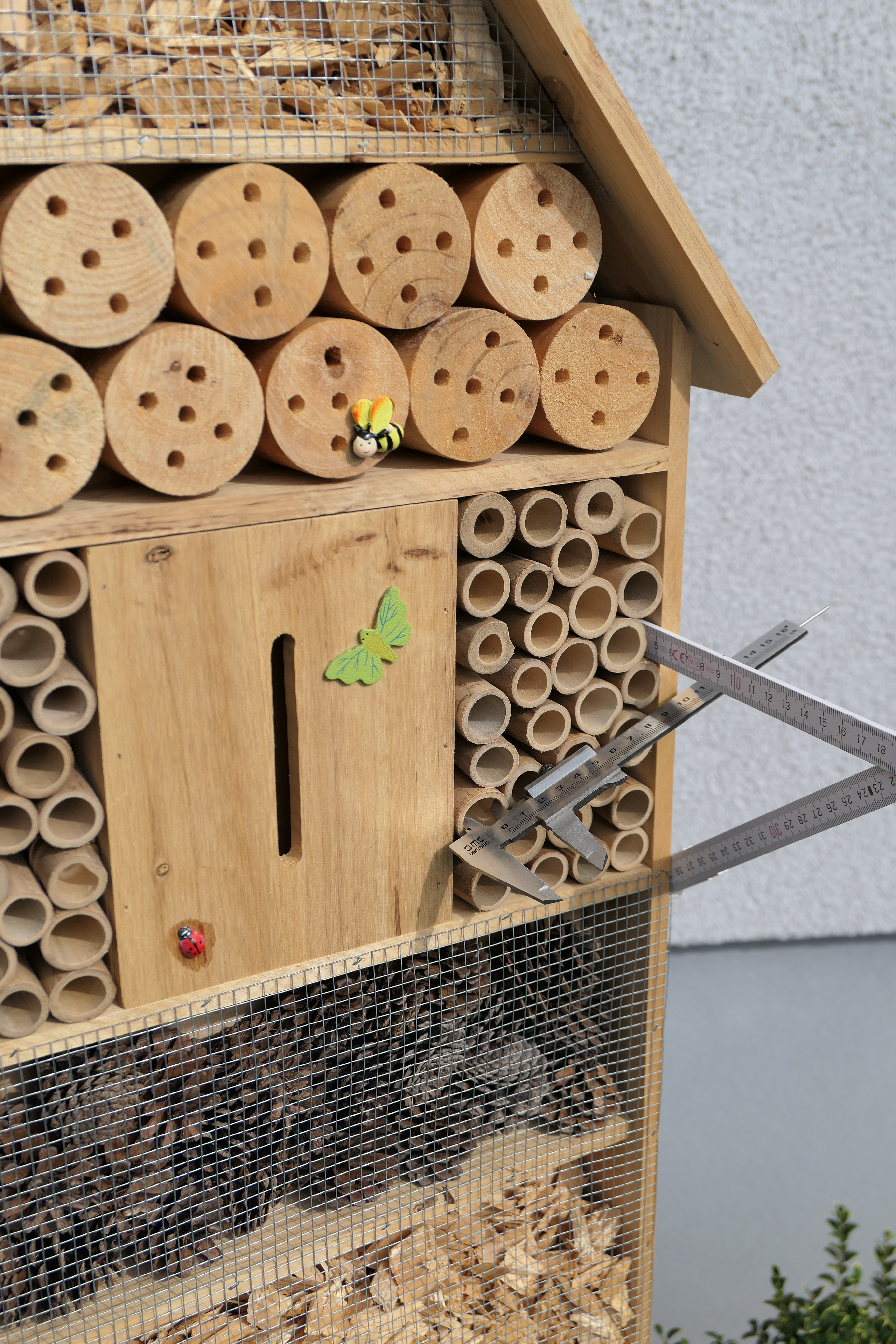
Völlig unwirksames Insektenhotel
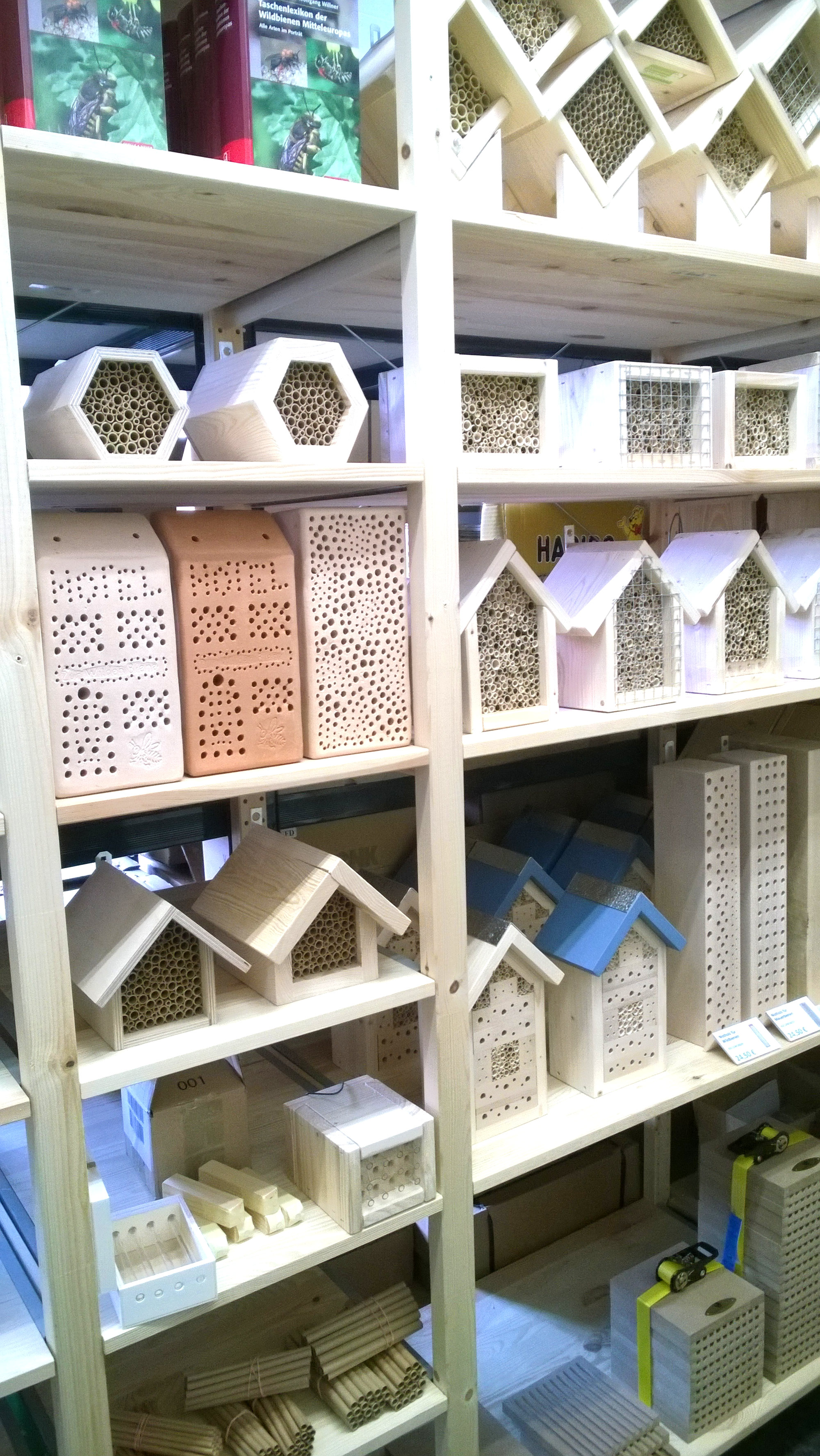
Fachgerechte Modelle

- Problem-Produktgruppe Insektenhotels
Die Fachwelt ist sich einig, dass Installationen von Insektenhotels keine wirklich wirksamen Artenschutzmaßnahmen darstellen, aber sie können sehr hilfreich als Instrumente zur Gewöhnung und Akzeptanzsteigerung z. B. im Rahmen niedrigschwelliger Einstiegsmaßnahmen oder vorschulischer und schulischer Umweltpädagogik eingesetzt werden. Vor diesem Hintergrund ist es in hohem Maße kontraproduktiv, dass die Mehrzahl der heute im Handel erhältlichen Modelle nicht oder nur stark eingeschränkt ihre Funktion erfüllen, sondern nur als Gartendekoration gelten können.
Viele Modelle stellen Mogelpackungen dar, indem sie ohne jeglichen Wert für Insekten leere Kammern (angebliche Schmetterlings- oder Florfliegenquartiere) oder mit untauglichem Material (Nadelbaumzapfen, Holzabfälle) gefüllte Kammern enthalten. Bei anderen Modellen können sich die Mutter- und Jungtiere durch unfachmännisch verarbeitetes Füllmaterial die Flügel zerreißen oder lassen durch ungeeignete Materialien die Brut verpilzen.[67] Aus der Schweiz ist dazu ein kleinerer seriöser Warentest bekannt[68], ansonsten aber eine Vielzahl von Pseudo-Warentests[69][70], die in keiner Weise die bekannten Regeln für fachkundegerechte Insektenhotels berücksichtigen. Wer um die Problematik weiß, findet im Handel aber auch Positivbeispiele und entsprechende Bezugsquellen.[33][34]

## Unterstützungsangebote

### Bildungsangebote
Der erste Schritt zu eigenen Insektenschutzmaßnahmen ist im Allgemeinen die Suche nach notwendiger Information. Über Literatur- und Internetrecherche hinaus bieten sich dazu auch Informationsveranstaltungen und Exkursionen an, die zu diesem Themenfeld immer wieder von Naturschutzverbänden angeboten werden. Eine weitere Möglichkeit stellen Bildungsurlaubsangebote dar, die primär für Arbeitnehmer konzipiert sind, aber in der Regel auch für andere Teilnehmer offenstehen. Die zum Beispiel zum Thema Biodiversität auffindbaren Seminare unterscheiden sich aber teilweise sehr deutlich hinsichtlich ihrer Ausrichtung auf eigene Umsetzungsambitionen, indem sie auch zum Beispiel Vorbildregionen für regionales Biodiversitätsengagement porträtieren und damit eher der politischen Bildung zuzuordnen sind.
Für Flächenverantwortliche anderer Grünflächen im Siedlungsraum werden im Allgemeinen geeignete Spezialseminare über ihre Verbände angeboten.

### Kommunale Förder- und Beratungsangebote
Zahlreiche Kommunen fördern – auch unter dem Aspekt von Biodiversität und Artenschutz – die Begrünung von privaten und geschäftlichen Flächen und Gebäuden mit finanziellen Zuschüssen, oft auch kombiniert mit Beratungsangeboten. Angesichts der Schnelllebigkeit dieser finanziellen Förderangebote lohnt sich in der Regel immer eine Kontaktaufnahme mit der zuständigen Kommune, um den aktuellen Stand der Beratungs- und Förderangebote in Erfahrung zu bringen.
Einige Regionen und Kommunen haben auch (meist ehrenamtliche) Berater unter Bezeichnungen wie Insektenberater, Insektenbotschafter oder Blühbotschafter etabliert, an die sich interessierte Bürger zur Beratung für Insektenschutzmaßnahmen wenden können. Solche offiziellen Insektenberater gibt es heute (Stand Feb. 2025) u. a. in Bassum, Norderstedt, Stuhr, Weyhe und Worms. Darüber hinaus gibt es unter derselben Bezeichnung noch weitere, deren Aufgaben aber weitgehend beschränkt sind auf Beratung zu Nestern staatenbildender Insekten und ggf. deren Umsiedlung.

### Ausbau der Berater- und Multiplikatoren-Ressourcen
Die Aus- und Fortbildung weiterer Berater und Multiplikatoren im Bereich des Insekten-Artenschutzes (und eng damit verknüpften Themen) wird in der Regel geplant und durchgeführt von gemeinnützigen Organisationen wie Naturschutzverbänden oder Volkshochschulen. Diese Bildungsmaßnahmen sind vielfach bildungsurlaubsfähig, d. h. dass der Veranstalter sie entweder bereits so ausgeschrieben hat oder auf Anfrage eine entsprechende behördliche Anerkennung dafür erwirken kann.